# Маккенли, Херб
Херберт Генри Маккенли (англ. Herbert Henry McKenley) — ямайский легкоатлет, спринтер, олимпийский чемпион, после завершения спортивной карьеры работал тренером и руководил легкоатлетической федерацией.

## Биография
Херб Маккенли родился 10 июля 1922 года в Плезант-Валли, приход Кларендон, в семье врача. Он учился в старшей школе Калабар в округе Сэнт-Эндрю, уже тогда был отличным бегуном, побеждал на национальном чемпионате среди юношей. В 1942 году Маккенли получил спортивную стипендию в Бостонском колледже.
В 1945 году он перевёлся в Иллийносский университет, где с ним стал работать тренер Лео Джонсон. В 1947—1948 годах Маккенли три раза улучшал мировой рекорд в беге на 400 метров, 2 июля 1948 года в Милуоки добился результата 45,9 сек. В 1948 году Херб был фаворитом Олимпийских игр в Лондоне. Параллельно с бегом на 400 метров он состязался и на дистанции в 200 метров. На обеих вышел в финал, где излишняя самоуверенность стоила ему победы. Слишком расслабившись Маккенли уступил соотечественнику Артуру Уинту на дистанции в 400 метров 21 сотую секунды. В эстафете ямайцы остались без медалей из-за растяжения мышцы всё тем же Уинтом, который бежал на третьем этапе (Маккенли должен был бежать на четвёртом). А в беге на 200 метров Херб занял лишь четвёртое место.
Через четыре года, на Олимпийских играх в Хельсинки, Маккенли вновь участвовал в финальных забегах на двух дистанциях — 100 и 400 метров, кроме того, выступал в эстафете 4×400 метров. На финише стометровки он, как ему показалось, опередил американца Линди Ремиджино, пробежав дистанцию за 10,80 сек. Однако судьи отдали победу Ремиджино, который оказался быстрее на одну сотую секунды. Четыре дня спустя Маккенли стал вторым и на дистанции 400 метров. Он был слишком сконцентрирован на очном противостоянии с Уинтом, что позволил ещё одному соотечественнику, Джорджу Родену, себя обойти. И наконец в эстафете 4×400 метров Маккенли выиграл свою единственную золотую олимпийскую медаль. Причём эта победа была одержана во многом благодаря индивидуальным усилиям Херба. Он принял эстафетную палочку от Уинта на третьем этапе, когда отставание от американца Чарли Мура, чемпиона в беге на 400 метров с барьерами, составляло 12 метров. Свой отрезок Маккенли пробежал за рекордное время 44,6 сек., передавал Родену эстафету, уже опережая соперника. В итоге ямайская сборная установила новый мировой рекорд и выиграла золотые медали.
После завершения собственной спортивной карьеры Маккенли тренировал ямайских спортсменов, был тренером сборной Ямайки в период с 1954 по 1973 годы, даже в преклонные годы всячески помогал юным атлетам, иногда из собственного кармана их кормил и одевал. Кроме того, двенадцать лет он проработал в должности президента Ямайской любительской легкоатлетической ассоциации, входил в различные комитеты ИААФ. В 1987 году Маккенли был удостоен ветеранской награды ИААФ, в 2003 году его одним из первых приняли в зал славы Карибской и Центральноамериканской легкоатлетической ассоциации, в 2004 году он был награждён ямайским орденом Заслуг.
Маккенли умер 26 ноября 2007 года в Кингстоне. Он был женат, имел двух сыновей и двух дочерей.